# فركان (قلعة أصغر)
فرکان (بالفارسية: فرکان) هي قرية تقع في إيران في ناحية لاله زار. يقدر عدد سكانها بـ 256 نسمة بحسب إحصاء 2016.